# سیارک ۲۲۵۶۱
سیارک ۲۲۵۶۱ (به انگلیسی: 22561 Miviscardi، نامگذاری:1998HX18) بیست و دو هزار و پانصد و شصت و یکمین سیارک کشف شده‌است که در ۱۸ آوریل ۱۹۹۸ کشف شد.
قدر مطلق سیارک برابر ۱۱.۲ است.